# Schnellschnittuntersuchung
Als Schnellschnittuntersuchung, kurz auch Schnellschnitt, bezeichnet man die pathologische Untersuchung von Gewebeproben in zeitlicher Nähe zu einer noch laufenden Operation. Da von den Ergebnissen der Schnellschnittuntersuchung die weitere Operationstaktik abhängen kann, werden Schnellschnitte bevorzugt behandelt. In größeren pathologischen Instituten steht hierzu ein eigenes Labor zur Verfügung.

## Ablauf
Das unfixierte Operationsmaterial wird dem Pathologen aus dem Operationssaal durch einen Boten überbracht. Von der Gewebeprobe werden Gefrierschnitte angefertigt, die umgehend gefärbt und durch einen Arzt begutachtet werden. Der histologische Befund wird dem Operateur telefonisch mitgeteilt. Von der Ankunft des Materials in der Pathologie bis zur Befundmitteilung vergehen etwa 10 bis 15 Minuten.

## Einschränkungen
Die morphologische Qualität von Gefrierschnitten ist schlechter als die von aus paraffineingebettenem formalinfixiertem Material hergestellten histologischen Schnitten. Gerade bei sehr kleinen Proben (wie zum Beispiel stereotaktischen Biopsaten) müssen Zeit- und Informationsgewinn gegen den damit erkauften Qualitätsverlust abgewogen werden. Da Schnellschnittuntersuchungen zudem zeitaufwändig und personalintensiv sind, wünschen sich Pathologen von Chirurgen einen verantwortungsvollen Umgang mit diesem Angebot.
Vom hygienischen Standpunkt aus ist die Indikation für Schnellschnittuntersuchungen bei Patienten mit ansteckenden Krankheiten (wie zum Beispiel einer HIV-Infektion) streng zu stellen, da das Material trotz des Gefrierens infektiös bleibt. Muss dennoch eine solche Untersuchung durchgeführt werden, ist besonders auf das Einhalten der ohnehin erforderlichen Vorsichtsmaßnahmen zu achten. Zudem wird das Gefriermikrotom in diesem Fall im Anschluss abgetaut und desinfiziert.